# Yoshiyuki Yamanaka
Yoshiyuki Yamanaka (山中良之, Yamanaka Yoshiyuki) (circa 1960) is een Japanse jazzmusicus, die tenor- en sopraansaxofoon en fluit speelt.

## Biografie
Yoshiyuki Yamanaka begon op de middelbare school tenorsaxofoon te spelen, zijn eerste optredens als professioneel muzikant had hij met Osamu Ichikawa en Satoshi Inoue. Yamanaka speelde vanaf de jaren 80 met o.m. Eiji Nakayama/Masaru Imada (North Plain, 1982). In 1988 kwam zijn album Peggy's Blue Skylight uit (met Haruki Satō, Takayuki Katō, Masayoshi Yoneda, Sachi Hayasaka en Masayuki Kume). In de jaren erna speelde hij mee op opnames van Yoshiaki Miyanoue (Bluesland, 1992). Hij nam meerdere platen op, voor Pentatonic Records, Paddle Wheel' en Origin Records.
Zijn album Great Time haalde in 1997 de vierde plaats op de lezerspoll van Swing Journal. In 1999 haalde hij bij dit blad in de poll als tenorsaxofonist de derde plaats. Hij heeft samengewerkt met Keiko Lee, Barry Harris, Jimmie Smith, Jimmy Scott en Earl May. In de jazz was hij tussen 1982 en 1999 betrokken bij zeven opnamesessies.

## Discografie (selectie)
- Blue Rouse (Paddle Wheel, 1993), met Ken’ichi Yoshida, Teiji Sasaki, Yasushi Hiroe
- Here's the Song (Paddle Wheel, 1995), met Ken’ichi Yoshida, Teiji Sasaki, Yasushi Hiroe
- Yoshiyuki Yamanaka With Symphonic Orchestra: Dreamin’ (Paddle Wheel, 1997)
- Great Time (Origin, 1999), met Junior Mance, Earl May, Ben Riley